# Afterbeat (radioprogram)
 For alternative betydninger, se Afterbeat. (Se også artikler, som begynder med Afterbeat)
Afterbeat var et radioprogram på Danmarks Radio om jazz med værterne Erik Wiedemann og Torben Ulrich.
| Radio | Spire Denne artikel om radio eller radioprogrammer er en spire som bør udbygges. Du er velkommen til at hjælpe Wikipedia ved at udvide den. |